# عثمان کانته
عثمان کانته (انگلیسی: Ousmane Kanté؛ زادهٔ ۲۱ سپتامبر ۱۹۸۹) بازیکن فوتبال است.
از باشگاه‌هایی که در آن بازی کرده‌است می‌توان به باشگاه فوتبال داماش گیلان اشاره کرد.
وی همچنین در تیم ملی فوتبال تیم ملی فوتبال ایران  بازی کرده‌است.